# ГЕС Сесан 3А
ГЕС Сесан 3А — гідроелектростанція у центральній частині В'єтнаму. Знаходячись між ГЕС Сесан 3 (вище по течії) та ГЕС Сесан 4, входить до складу каскаду у сточищі річки Сесан, яка вже на території Камбоджі зливається з Секонг і невдовзі впадає ліворуч до Меконгу.
У межах проекту річку перекрили бетонною гравітаційною греблею висотою 35 метрів, довжиною 111 метрів та шириною по гребеню 13 метрів. Вона утримує водосховище з об'ємом 80,6 млн м3.
Пригреблевий машинний зал обладнали двома турбінами типу Каплан потужністю по 54 МВт, які забезпечують виробництво 479 млн кВт-год електроенергії на рік.
Під час будівництва станції використали 283 тис. м3 бетону та провели екскавацію 820 тис. м3 породи.